# Вбивство (Цілком таємно)
Вбивство (Redrum) — 6-й епізод восьмого сезону серіалу «Цілком таємно». Епізод не належить до «міфології серіалу» — це монстр тижня. Прем'єра в мережі «Фокс» відбулася 10 грудня 2000 року.
У США серія отримала рейтинг Нільсена, рівний 8.1, це означає, що в день виходу її подивилися 13.2 мільйона глядачів.

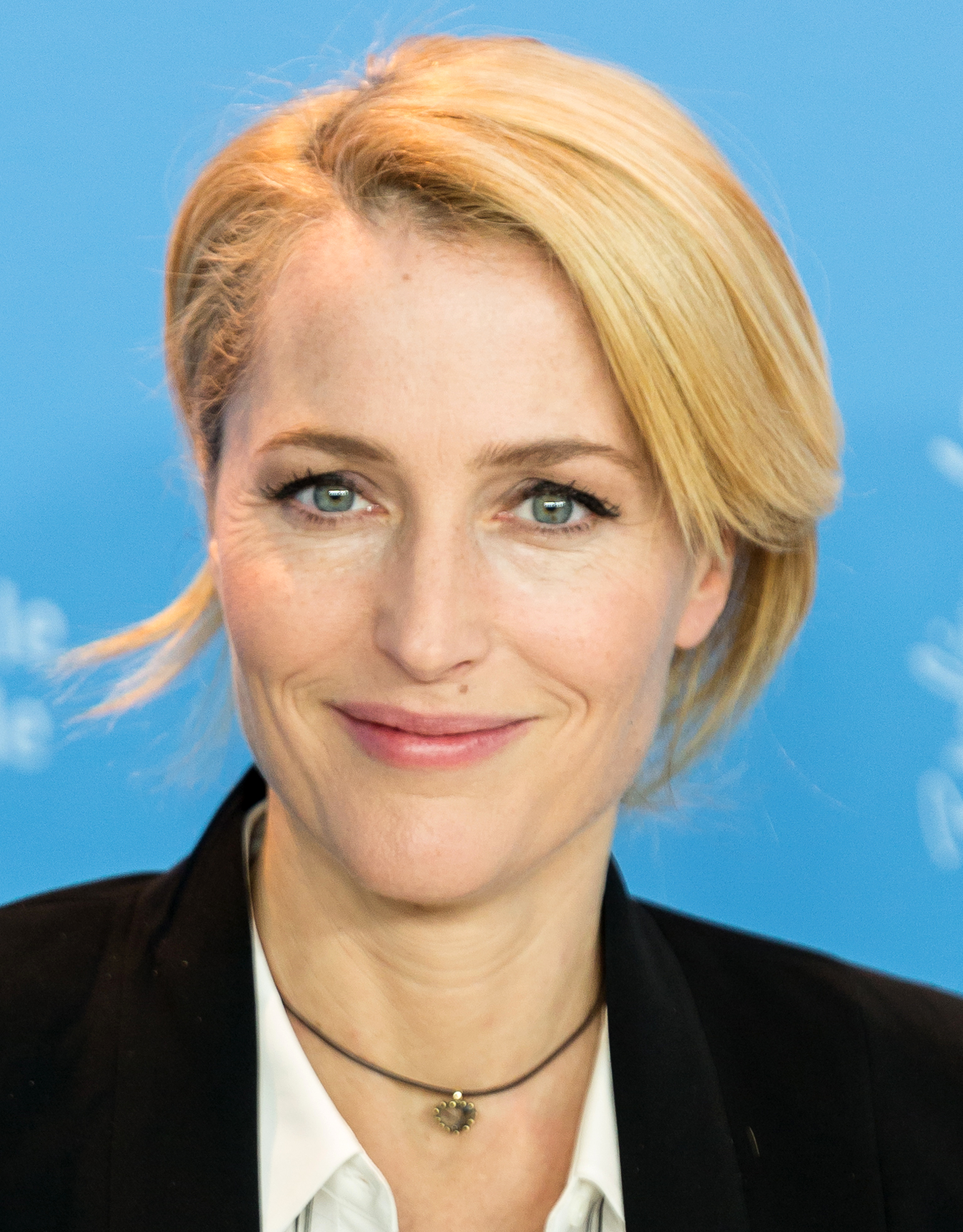

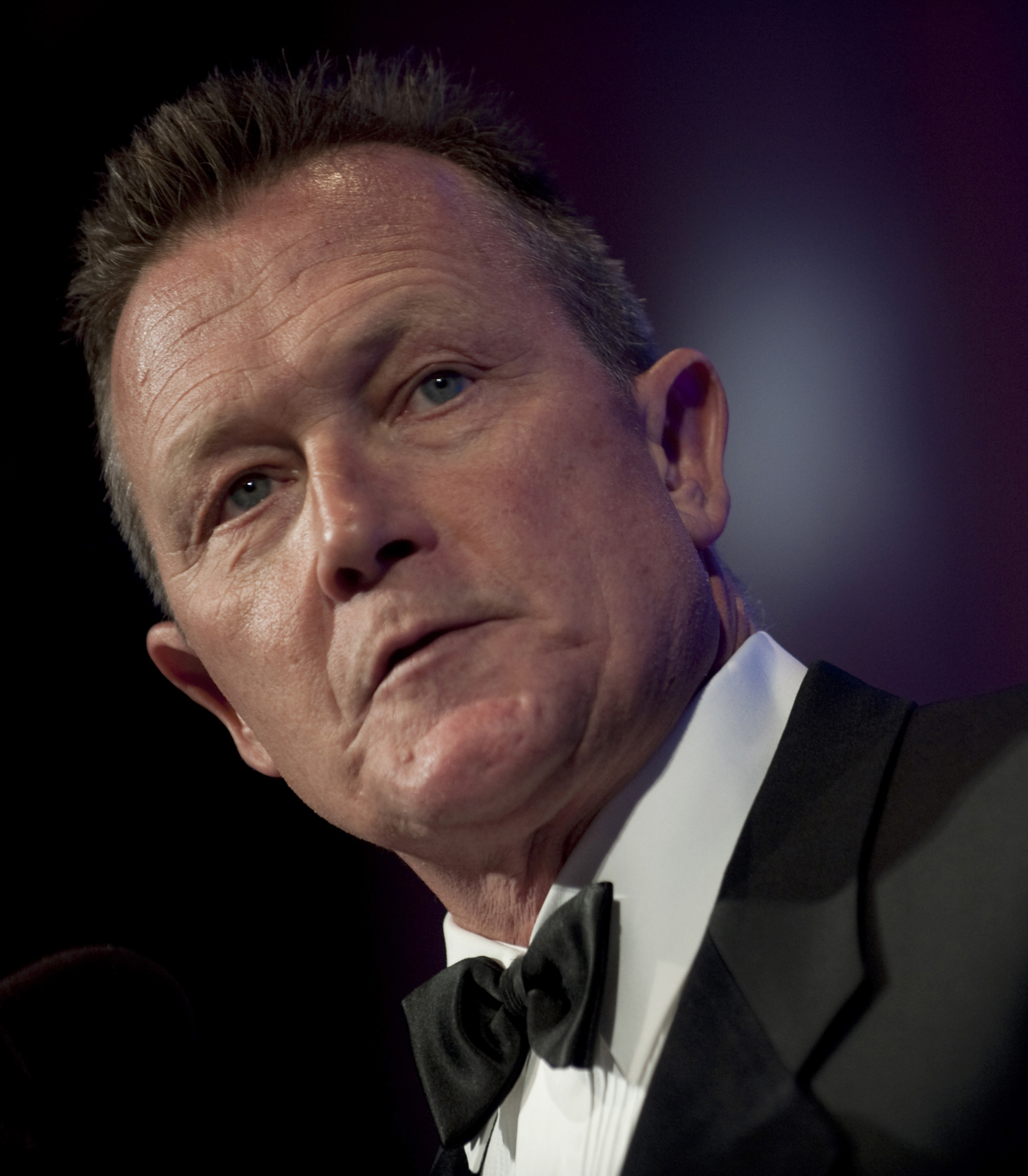

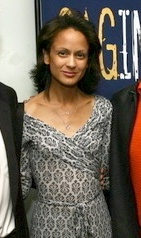

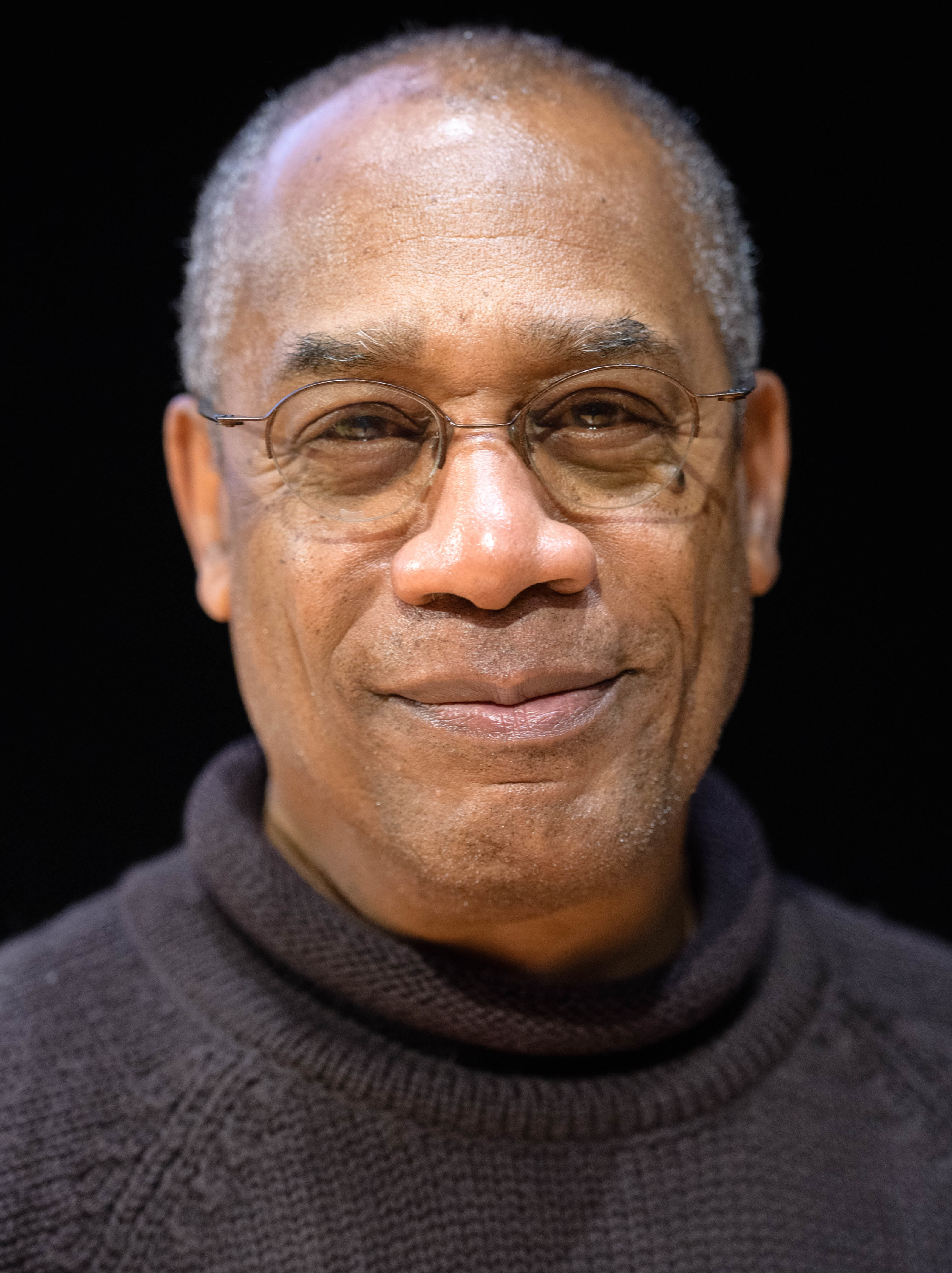

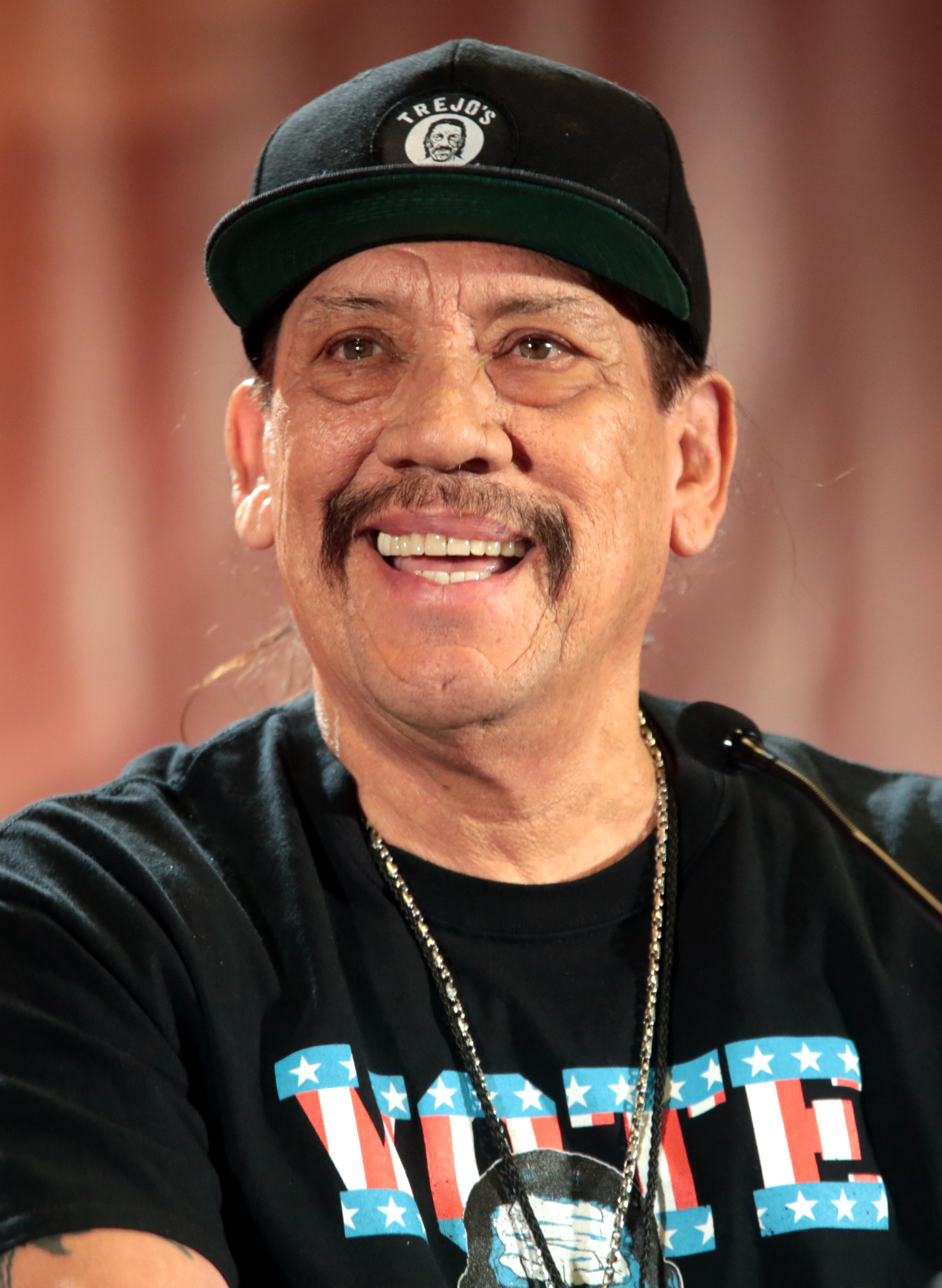

Юрист Мартін Уеллс, товариш Доггетта, намагається очистити своє ім'я після вбивства його дружини. Але раптово для нього час починає текти навпаки, день за днем. Це призводить до плутанини, але дає йому зрозуміти, хто насправді вбив його дружину

## Зміст
Істина поза межами досяжного
Мартін Веллс, відомий прокурор Балтимора, прокидається в тюремній камері і помічає зашиту рану на правій щоці — а над ним снує свою павутину павук. Входить охоронець і забирає його для переведення в інше місце утримання. Давній друг Веллса, Джон Доггетт, і Дейна Скаллі, чекають його і попереджають про журналістів на вулиці. Виходячи з будівлі, людина, яку Веллс впізнає як Ела, дістає пістолет і стріляє в нього. Веллс дивиться на годинник Скаллі, коли він помирає. Стрілки зупиняються, а потім починають рухатися назад.
Прокинувшись знову, Веллс з подивом виявляє на своєму тілі відсутність кульових поранень. Скаллі та Доггетт приїжджають на допит у Веллса, але його бентежить те, що відбувається. Розлючений Доггетт стверджує, що Веллса звинувачують у вбивстві своєї дружини Вікі, і спочатку вважає, що Веллс сфальсифікував його плутанину, щоб створити захист від божевілля. Однак Доггетт виявляє ознаки сумніву, коли помічає щиру тугу Веллса через смерть Вікі. Веллса приводять до суду, і він впізнає свого тестя, Ела Кодрі, як людину, яка його застрелила. Коли наступним днем суду Веллса буде оголошено четвер, він розуміє, що якимось чином повернувся на день до подій. Коли суддя вирішує перевести Веллса в іншу камеру, він робить сцену в суді і звинувачує Кодрі у плані вбити його під час переведення.
У своїй другій зустрічі за день із Скаллі та Доггеттом Веллс пояснює, що не може згадати останні кілька днів — і він не пригадує Дейну. Він не пам'ятає останні 3 дні. Скаллі припускає, що, можливо, це він здійснив убивство. У Веллса увечері починаються спалахи згадок про вбивство, але вони незрозумілі. Перебуваючи у своїй камері, він вбиває павука. До Веллса приводять на провідини двох його маленьких донечок; йому знову ввижається вбивство — але він щось завважує і просить доглядальницю принести йому дещо із дитячої кімнати. Його адвокатка привозить рожевого ведмедика — в ньому прихована камера. Однак камера з його будинку показує, що єдиною людиною, яка була в домі між прибуттям поліції та останнім часом, коли його дружина була на камері, є Мартін Веллс. Зрештою, Веллс зустрічає своїх адвокатів і розповідає їм про камеру. Однак виявляється, що це середа і він ще не зустрічав свою адвокатку: Веллс якось живе в зворотньому часі.
При прогулянці в тюрмі його впізнають засуджені і відразу лунають погрози. Його спеціально штовхають і він зіштовхує столик на якому грають в доміно, підбираючи фігури, він зазнає порізу ножем на правій щоці від людини з татуюванням у формі павутини на руці. Зараз він вже знає Дейну — хоча вони ще не стрічалися. Веллс каже Доггетту та Скаллі, що він рухається назад у часі і не може згадати останні кілька днів. Доггетт скептично ставиться, але Скаллі його слухає. Веллс каже, що на це має бути причина, і Скаллі припускає — можливо у нього уже є відповідь. Вивчаючи докази справи, Веллс має спалах спогаду про вбивство — ніж в руці з татуюванням павутини.
У вівторок Мартін прокидається в домі Доггетта. Веллс розповідає Доггетту опис вбивці, але чоловік поки не перебуває під замком, тому що це станеться тільки в середу. Доггет і Веллс прибувають до квартири та витягають камеру спостереження, але виявляють, що хтось її вимкнув — та використав її пульт дистанційного керування — пристрій, про який ніхто не знав, крім містера та місіс Веллс і їх няні Тріни Галвес. На камері видно як Мартін входить в будинок — а в дзеркалі відбивається сонце; його ж дружину убили вдосвіта. У будинку Тріни Веллс і Доггетт виявляють вбивцю, чоловіка на ім'я Сезар Окампо, який погрожував убити сім'ю Галвес, якщо вона його видасть. Перед камерою ув'язнення Доггетт повідомляє Веллсу, що Окампо хоче лише поговорити з ним. Окампо оповідає, що його брат Гектор був засуджений до в'язниці помилково. Веллс торгується з Сезаром, кажучи — якщо Окампо зізнається у вбивстві Вікі, він перегляне справу брата. Сезар розповідає йому, що Гектор повісився у в'язничній камері кілька тижнів тому. Доггетт викликає Веллса, і поліція заарештовує Мартіна, тому що у них достатньо доказів проти нього. Докази проти Окампо поки недостатньо вагомі.
Мартін прокидається в номері готелю, повернувшись у ніч понеділка, трохи більше ніж за дві години до того, як має відбутися вбивство його дружини. Відчайдушно намагаючись врятувати її, але не в змозі зв'язатися з нею по телефону, Мартін натомість відвідує Доггетта і зізнається у приховуванні доказів, пояснюючи, що брат Гектора Окампо не помститься. Доггетт звертається до місцевої поліції, а Веллс поспішає додому. О 4-20 він вбігає в дім і бачить поліцію — хоча вбивство мало статися о 4-17. Мартін знаходить свою дружину — і ледь не вбиває ножем. Раптом вони чують біля дверей когось іншого. З'являється Окампо і збиває Веллса. Вікі виходить із схованки, але її кидає нападник через журнальний столик — все повторюється як у видіннях. Коли Окампо готується перерізати їй горло, його застрелюють своєчасно прибулі Доггетт і Скаллі. Веллс знову помічає годинник Скаллі, бачачи, що його стрілки починають рухатися вперед — ніби вказуючи на те, що будь-яке явище, яке з часом відкинуло його назад, досягло свого завершення.
Зрештою, Веллс потрапляє до в'язниці за приховування доказів — покарання, якого, на його думку, він заслуговує.
Доля надала мені другий шанс.

## Зйомки
Епізод, задуманий на зразок трилерів «Сутінкової зони», був розроблений Стівеном Маедою та Деніелом Аркіном, тоді як телесеріал був написаний виключно Маедою. Деніел навмисно вибрав назву як зворотне написання «вбивства». Такий же сюжетний прийом було використано романістом і автором епізоду Чінга Стівеном Кінгом в книзі «Сяйво». Маеда використовував павутину, щоб окреслити плутанину Мартіна Веллса в його пастці з часом. Деякі імена в епізоді були натяками на історичних діячів чи знайомих письменника. Найбільш примітно, що Мартін Веллс названий на честь відомого автора XIX століття Герберта Веллса. Крім того, характер Джанет Вілсон, адвокатки Веллса, був названий на честь дружини Маеди.
Веллса зіграв актор Джо Мортон, який раніше грав роль у науково-фантастичному фільмі «Термінатор 2: Судний день». Пізніше Роберт Патрік зазначив: «Джо Мортон — фантастичний актор. Ми ніколи не працювали разом у „Термінаторі-2“, але разом у цьому фільмі. А Джо грав у фільмі „Брат з іншої планети“». Сцена, в якій вбили Мартіна Веллса, була знята у легендарному лос-анджелеському готелі «Амбасадор». Тут було відзнято понад 200 фільмів, він сумновідомий через вбивство Роберта Кеннеді Сірханом Сірханом 1968 року. Мортон і Белламі Янг знову працюватимуть разом через 12 років над шоу «Скандал».

## Показ і відгуки
«Redrum» вперше вийшов на телеканалі «Fox» 10 грудня 2000 року. Він отримав рейтинг Нільсена у 8,1, це означає — його переглянули 8,16 млн домогосподарств та 13,2 млн глядачів. Згодом епізод був показаний у Великій Британії на телеканалі «BBC Two» 14 квітня 2002 року.
Критичний прийом епізоду був помірно позитивним, хоча кілька рецензентів критикували монологи. Сценаристка «Телебачення без жалю» Джессіка Морган оцінила епізод на «B+». Морган критикувала розгортання епізоду, сардонічно відзначаючи, що Мартін Веллс був «людиною, яка може отримати другий шанс. У житті. Насправді. У вигадливих, довгих монологах». Джульєтта Гарріссон з «Den of Geek» позитивно написала про епізод, назвавши його «чудовим зворотним епізодом, в якому аудиторія залишається задоволеною тим, що жахливій події вдалося запобігти, але запрошена героїня повинна заплатити високу ціну за щасливий результат». Тим не менш, вона була критичною щодо того, що в епізоді «ледве не зображуються звичайні персонажі». Пола Вітаріс з «Cinefantastique» надала епізоду помірно позитивний відгук і присудила йому 3 зірки з чотирьох. Вона назвала епізод «подвійною загадкою: з одного боку, розслідування Мартіном вбивства його дружини, а з іншого — розслідування діяльності його власної душі». Вітаріс також критично ставилася до завершення монологу, відзначаючи, що «озвучення руйнує настрій фінального кадру».
Зак Гендлен з «The A.V. Club» нагородив епізод оцінкою «В+», написавши, що це «приклад епізоду, який починається сильно, але тільки ледь ворушиться, коли справа доходить до послідовності». Він був особливо похвальний щодо виступу Мортона, зазначивши — його присутність «більш ніж компенсує» відсутність Доггетта та Скаллі. Гендлен прийшов до висновку, що цей епізод є «розумним, і що сценарій робить Веллса певною мірою винним у тому, що сталося, й намагається утвердити його як нещадного і запеклого», але «розкриття ніколи насправді не задовольняє». Роберт Ширман та Ларс Пірсон у книзі «Хочемо вірити: критичний посібник з Цілком таємно, Мілленіуму і Самотніх стрільців» дав епізоду помірно позитивний відгук та оцінив його в 3.5 зірки з п'яти. Вони відзначили, що епізод «з великою майстерністю побудували Стівен Мейда та Деніел Аркін». Незважаючи на це, Ширман і Пірсон зазначили, що «з плином серіалу, це особливо непотрібний час для спроби епізоду, який так відмовляється від загального стилю. „Файли Х“ терміново повинні підтвердити, що це так, а не що такого немає».

## Знімалися
| Актор                | Роль                     |
| -------------------- | ------------------------ |
| Роберт Патрік        | Джон Доггетт             |
| Джилліан Андерсон    | Дейна Скаллі             |
| Лі Дункан            | Ел Каудрі                |
| Енн-Марі Джонсон     | Вікі Веллс               |
| Джо Мортон           | Мартін Веллс             |
| Гай Торрі            | Шорті                    |
| Денні Трехо          | Сезар Окампо             |
| Белламі Янг          | Жанет Вілсон             |
| Дж. Патрік Маккормак | Брент Туфелд             |
| Синтія Мартеллс      | окружний прокурор Картер |
| Шейн Сінутко         | головний офіцер          |